# Svatopluk Rada
Svatopluk Rada (21. září 1903 Zlín – 18. dubna 1952 Praha) byl báňský profesionál, tajný agent a poválečný vládní zmocněnec pro těžbu uranu. Za druhé světové války se jako vědecký specialista pohyboval napříč zeměmi Evropy a Asie, kde zajišťoval zpravodajské služby Spojencům. Svou poválečnou budoucnost spojil s politikou KSČ, což se mu stalo osudným. Kumulací několika strategických funkcí a problematickou nekomunistickou minulostí se v roce 1952 stal jednou z obětí stranických čistek uvnitř KSČ.

## Předválečná profesní kariéra
Narodil se v rodině zlínského učitele Hugo Rady a jeho manželky Marie, rozené Šmídové.
Promoval na Vysoké škole báňské v Příbrami roku 1928. Následně se specializoval na průzkum a hodnocení ložisek nerostných surovin, zejména uhlí. Stal se asistentem na báňské škole, pracoval v ostravsko-slezském důlním revíru, později také na Donbasu a na Balkáně. V druhé polovině třicátých let působil v Turecku a následně v Bulharsku a Jugoslávii.

## Spolupráce s tajnými službami
Rada plynně hovořil anglicky, německy, rusky, bulharsky a částečně srbsky. Narůstající mezinárodní napětí učinilo ze společensky obratného, oborově uznávaného a často cestujícího Rady ideálního partnera pro tajné služby. Prvorepubliková československá tajná služba ho proto využila k tomu, aby v oblasti Turecka, Bulharska a Jugoslávie vytvořil síť tajných agentů.
Jeho činnost pro československou exilovou vládu pokračovala i během let 1941–1942, kdy působil jako zástupce Bata Shoe Company v Indii. V návaznosti na to začal postupně spolupracovat s tajnými zpravodajskými službami Francie, Británie a Sovětského svazu. Plukovník Rudolf Bulandr, tehdejší šéf československé vojenské mise v Sofii, ho v té souvislosti označil za „prvotřídního odbojářského pracovníka“. V létě roku 1943 se přes Palestinu a Írán dostal do SSSR. Zde se stal součástí jednotky československé exilové armády, formované pod velením generála Heliodora Píky. V Sovětském svazu se Rada společně se svou manželkou také společensky sblížili s některými československými komunisty. Vysloveně důvěrné osobní přátelství navázali s Rudolfem Slánským a jeho manželkou.

## Poválečné události
Bezprostředně po válce se s Radou předběžně počítalo do křesla ministra průmyslu. Nakonec se však stal generálním ředitelem všech znárodněných československých dolů, tj. ředitelem Ústřední báňské správy na ministerstvu průmyslu. Byl také jedním z klíčových představitelů Stálé smíšené československo-sovětské komise v Praze, která dohlížena na plnění dodávek uranové rudy pro SSSR a řídila národní podnik Jáchymovské doly. V letech 1949–1951 působil také jako náměstek ministra průmyslu.
Kumulace řady vysokých funkcích v jednom z klíčových odvětví národního hospodářství předznamenala zájem komunistické Státní bezpečnosti. Od roku 1949 byl monitorován hned v několika souvislostech. Rostoucí paranoia z americké špionáže byla příčinou potenciální nedůvěry s ohledem na Radovy předválečné i válečné kontakty na západní zpravodajské agentury a generála Heliodora Píku. Kritické pohledy začalo způsobovat i neefektivní fungování národního podniku Jáchymovské doly, z čehož začal být podezříván rovněž Svatopluk Rada. Sám některé pochybnosti nechtěně přiživoval i tím, že přes svou oddanost komunisty doporučoval na některá místa i politicky nespolehlivé osoby, odborně zdatné v báňském hospodářství.
Zatímco v rámci Akce Budování se Státní bezpečnost snažila nepříliš úspěšně udělat pořádek přímo v podniku Jáchymovské doly, rozpracovala rovněž samostatnou Akci Svatopluk, shromažďující informace o možných protistátních aktivitách samotného Rady. Další vývoj pak ovlivnilo zatčení Rudolfa Slánského, generálního tajemníka ÚV KSČ, také však Radova blízkého spolupracovníka a přítele. Už v měsících předcházejících tomuto zatčení pociťoval Rada jisté napětí a kariérní rizika. Vůči možným potížím se i snažil pojistit. Po zatčení Slánského v listopadu 1951 však události nabraly rychlý spád. Svatopluk Rada začal být označován za odrodilce, který o Slánského údajné protistátní činnosti dlouhodobě věděl a kryl ji.
Dne 5. dubna 1952 bylo prvně navrženo Radovo zatčení, z neznámých důvodů nakonec odvolané. Od 16. dubna už ale nesměl opustit svou vilu v Praze na Smíchově. Dva dny nato později zemřel za nevyjasněných okolností, oficiálně prohlášených za sebevraždu zastřelením. Pozdější prezident republiky Antonín Zápotocký o tomto incidentu prohlásil, že byl zbytečný. Více světla však do události nepřineslo ani pozdější prošetřování z roku 1963.
Během následného vykonstruovaného Procesu s vedením protistátního spikleneckého centra v čele s Rudolfem Slánským byl v té době již nežijící Rada smyšleně označen za přisluhovače západního imperialismu, který měl významný negativní vliv na celé československé hornictví.